# Bulbophyllum rectilabre
Bulbophyllum rectilabre är en orkidéart som beskrevs av Johannes Jacobus Smith. Bulbophyllum rectilabre ingår i släktet Bulbophyllum och familjen orkidéer. Inga underarter finns listade i Catalogue of Life.